# Polish Cello Quartet
Polish Cello Quartet – polski kwartet wiolonczelowy założony w 2011 roku przez muzyków: Tomasz Daroch, Wojciech Fudala, Krzysztof Karpeta oraz Adam Krzeszowiec. W 2014 roku zespół został jednym ze składów Narodowego Forum Muzyki. Grupa uczestniczyła w nagraniu nagrodzonej Fryderykiem 2019 płyty Grażyna Bacewicz. The Two Piano Quintets. Quartet for Four Violins. Quartet for Four Cellos.
Muzycy PCQ mieli zaszczyt uczyć się u czołowych wiolonczelistów-pedagogów w Polsce (Paweł Głombik, Stanisław Firlej) i na świecie (Frans Helmerson, Gary Hoffman, Michael Flaksman, Jelena Očić, Julius Berger, Jeroen Reuling). Doświadczenie artystyczne zdobywali w renomowanych ośrodkach kulturalnych Europy, m.in. w Kolonii, Mannheim i Brukseli. Każdy z nich w swoim dorobku ma liczne nagrody konkursów wiolonczelowych i kameralnych.

## Dyskografia

### Albumy imienne
| Rok  | Dane dot. albumu                                                                                   |
| ---- | -------------------------------------------------------------------------------------------------- |
| 2017 | Discoveries - Wydany: 28 kwietnia 2017 - Wytwórnia: Narodowe Forum Muzyki / CD Accord - Format: CD |

### Inne albumy
| Rok  | Dane dot. albumu |
| ---- | --- |
| 2018 | Grażyna Bacewicz. The Two Piano Quintets. Quartet for Four Violins. Quartet for Four Cellos - Wydany: 6 kwietnia 2018 - Wykonawca: Silesian Quartet and Friends - Wytwórnia: Chandos - Format: CD, digital download |